# دیمیتری پیسکنس
دیمیتری پیسکنس (انگلیسی: Dimitri Peyskens؛ زادهٔ ۲۶ نوامبر ۱۹۹۱ ‏(۳۳ سال)) دوچرخه‌سوار اهل بلژیک است.
از باشگاه‌هایی که در آن بازی کرده‌است می‌توان به دابلیوبی ورانکلاسیک آکوا پروتکت اشاره کرد.